# 遺伝子クラスター
遺伝子クラスター（いでんしクラスター、英: gene cluster）は、ある生物のゲノム上の数千塩基対以内程度の範囲内に存在する複数の遺伝子が、類似したポリペプチドまたはタンパク質をコードし、おおよそ共通した機能をもつグループを形成しているものをいう。遺伝子クラスターのサイズは、遺伝子数個から数百個まで様々である。遺伝子クラスター内の各遺伝子の塩基配列の一部は一致するが、各遺伝子がコードするタンパク質はそれぞれ異なる。遺伝子クラスターを構成する遺伝子は、同一染色体もしくは相同染色体上の互いに近い位置にある。遺伝子クラスターの例として、ホメオボックス遺伝子ファミリーの一部であり、8つの遺伝子から構成される Hox 遺伝子が挙げられる。 

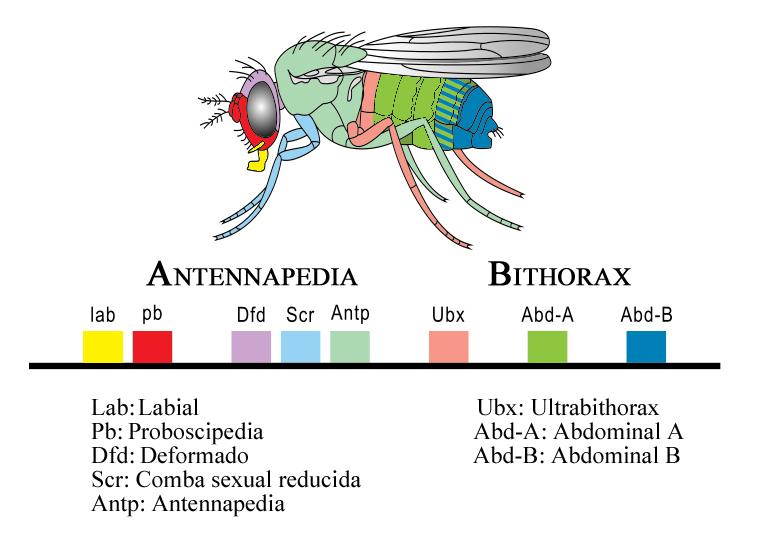
Hox遺伝子はさまざまな門で観察されている。図は、8つの遺伝子からなるショウジョウバエの Hox遺伝子である。Hox遺伝子の数は生物によって異なり、Hox遺伝子はホメオボックス遺伝子ファミリーの一部である。

## 形成
歴史的に、遺伝子クラスターの形成および持続の過程を説明するための4つのモデルが提案されてきた。 

### 遺伝子重複と多様化
1970年代中頃から一般に受け入れられているモデルで、遺伝子クラスターは遺伝子重複と多様化の結果として形成されるものと仮定する。Hox 遺伝子クラスター、ヒトβグロビン遺伝子クラスター、および4つのヒト成長ホルモン （hGH）/絨毛性ソマトマンモトロピン遺伝子クラスターはこのようにして形成されたとされる。  
Hox 遺伝子クラスターやヒト β-グロビン遺伝子クラスターなどの保存性の高い遺伝子クラスターは、遺伝子重複と多様化の過程の結果として生じた可能性がある。ある遺伝子が細胞分裂時に重複すると、以前は1つのコピーしかもたなかった遺伝子を子孫は2つ端から端までもつことになる。これらの遺伝子は最初はまったく同一のタンパク質をコードするか、そうでなくとも同じ機能を果たす。後の進化の過程でこれら2つの遺伝子は多様化していき、関連するものの異なる機能をもつようになるが、染色体上の隣接した位置に存在しつづける。大野乾は新たな遺伝子の起源は遺伝子重複を伴うとする説を提唱した。ある生物種のゲノム上に単一のコピーしかない遺伝子から翻訳されるタンパク質は生存に不可欠となるはずである。よって、この遺伝子は変異により新たな遺伝子となることが不可能であるが、遺伝子重複によって変異が可能となり、進化の道筋の末に究極的には新たな遺伝子となることができるようになる。
重複した遺伝子の場合、元の遺伝子が生存に不可欠な機能を保持しているため変異が許容される。自然選択によりこの遺伝子は保存されなければならないので、遺伝子クラスターを持つ生物種は進化上の優位性を持つことになる 。重複した生存に不可欠な遺伝子によりもたらされる新たな遺伝情報は、短期的にはあまり優位性を発揮しないが、長期的な、進化論的な時間スパンで見ると、重複遺伝子が大幅な変異を受け、元の不可欠遺伝子のものとは異なる役割のタンパク質を生産するようになりうる。長期的には二つの類似した遺伝子は独自の機能へと分化しうる。複数の門にわったって、様々なサイズの Hox 遺伝子クラスターが見つかっている。

#### Hox クラスター
遺伝子重複により遺伝子クラスターが生じる際には、複数の遺伝子が一度に重複することもありうる。Hox 遺伝子の場合、共通の祖先 ProtoHox クラスターが重複し、Hox 遺伝子クラスターと共に姉妹クラスターである ParaHox 遺伝子 も生じた。元々 Protohox クラスターに含まれていた遺伝子の数は未知であるが、2個ないし4個の遺伝子から成っていたことを示唆するモデルがある。
遺伝子クラスターが重複する際には、いくつかの遺伝子が失われることもありうる。この可能性はもとのクラスターに含まれる遺伝子の数に依存する。4遺伝子モデルでは、ProtoHox クラスターは4つの遺伝子から成り、これから Hox クラスターと ParaHox クラスターの2つの2つ組クラスターが生じたとする。2遺伝子モデルでは2つの遺伝子からなる ProtoHox クラスターから Hox クラスターと ParaHox クラスターが生じたとする。3遺伝子モデルは元々4遺伝子モデルと関連して提案されたものだが、3つの遺伝子からなるクラスターが Hox クラスターと ParaHox クラスターになったというモデルではなく、Hox クラスターと ParaHox クラスターはおなじ染色体上にあった同一の遺伝子が、ProtoHox クラスターの重複とは独立な一回のタンデム重複で生じたとするモデルである。

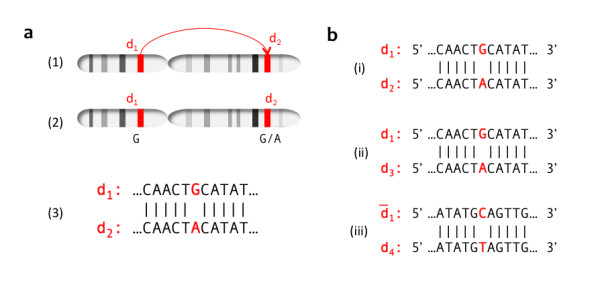
染色体内重複とは、同一の染色体内でおこる遺伝子重複である (a-1)。重複した遺伝子には変異の可能性が生じ、例えばグアニンがアデニンになったりする (a-2)。DNA 配列のアライメントから、2つの染色体間の相同性がみてとれる (a-3)。b(i-iii) を比較すると、すべてのセグメントが同一の祖先 DNA 配列が重複したものであるとわかる。

#### シス重複とトランス重複
遺伝子重複には、シス重複を通じて起こるものとトランス重複を通じて起こるものとがある。シス重複、あるいは染色体内重複では同一の染色体内にある遺伝子が重複するのに対し、トランス重複、あるいは染色体間重複では隣接するが別の染色体上にある遺伝子が重複する。Hox クラスターと ParaHox クラスターの成立は当初は染色体間重複の結果であると考えられていたが、染色体内重複の結果である。

### フィッシャーのモデル
フィッシャーのモデルは、1930年にロナルド・フィッシャーによ提案された。このモデルでは、遺伝子クラスターは互いが存在することで機能する2つの対立遺伝子から生じたとされる。言い換えれば、遺伝子クラスターは共適応した遺伝子の集まりであるとされる。フィッシャーモデルはのちに考えにくいとされ、遺伝子クラスターの成立を説明する説としては廃れた。

### 共調節モデル
共調節モデルでは、複数の遺伝子がクラスター化することにより複数のコード領域が単一のプロモーターにより調節されることとなり、協調して発現するようになる。遺伝子の協調的発現は遺伝子クラスターの成立におけるもっとも一般的な駆動力であると考えられていた。しかし、共調節と遺伝子の協調的発現は遺伝子クラスターの成立を駆動することはできない。

### 濃度モデル
濃度モデルは細胞サイズの制約を考慮したものである。遺伝子は転写および翻訳されてはじめて細胞に利益をもたらす。遺伝子クラスターが形成されることにより、翻訳される細胞質タンパク質の局所的濃度が高まることになる。バクテリアにおいては翻訳されたタンパク質が空間的に分離されることが観察されているが、濃度モデルは共転写や単一オペロン内での遺伝子の分散を考慮していない。

## 遺伝子クラスターとタンデムアレイ

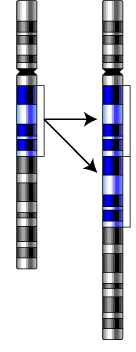
タンデム重複とは、一つの遺伝子が複製され、元々の遺伝子の隣に挿入されるプロセスである。タンデムアレイ遺伝子はタンデム重複の結果として生じる。

遺伝子の反復は、主に遺伝子クラスターとタンデム反復に分けられる。遺伝子クラスターとタンデム反復遺伝子は似ているが区別される。

### 遺伝子クラスター
遺伝子クラスターは同一染色体上の近接した位置にある。ランダムに分散しているが、通常は遠くとも数千塩基対以内に存在する。各遺伝子間の距離は異なりうる。反復する遺伝子の間の DNA 配列は保存されない。クラスター内の遺伝子の DNA 配列は部分的に他の遺伝子の配列と一致する。遺伝子変換によってのみ遺伝子クラスターは均一化される。遺伝子クラスターのサイズは様々だが、50個以上の遺伝子からなることは稀である。長い進化的時間の間に遺伝子クラスターは変化するが、遺伝的複雑性を生じさせることはない。

### タンデムアレイ
タンデムアレイは、同一もしくは類似した遺伝子が間を空けずに反復したものである。各遺伝子は同一の向きを持つ。遺伝子クラスターとは異なり、タンデムアレイ遺伝子は連続した同一配列の反復からなり、間には非転写スペーサー領域しか挿入されない。
遺伝子クラスター内の各遺伝子が類似したタンパク質をコードするのに対し、タンデムアレイ遺伝子は同一のタンパク質もしくは機能性 RNA をコードする。不等組換えにより元の配列の隣に重複遺伝子が配置されることにより反復回数は変化する。遺伝子クラスターとは異なり、タンデムアレイ遺伝子は環境の要求に反応して迅速に変化し、遺伝的複雑性を増加させる。
遺伝子変換によりタンデムアレイ遺伝子は均一化もしくは同一化されうる。遺伝子変換には対立遺伝子変換と異所的遺伝子変換とがあり、対立遺伝子変換では減数分裂の際の相同組換え時にミスマッチ塩基対が生じることにより、ある対立遺伝子が別の対立遺伝子へと変換され、異所的遺伝子変換ではある相同 DNA 配列が別のものに置き換わる。
タンデムアレイ遺伝子はリボソームRNAのような大きな遺伝子ファミリーの維持には欠かせない。真核生物のゲノム上では、リボソーム RNA はタンデム反復遺伝子から構成される。タンデム反復 rRNA は RNA 転写の維持に欠かせない。一つの RNA 遺伝子では十分な量の RNA を供給しきれないが、タンデム反復遺伝子が存在することにより十分な量の RNA が供給される。たとえば、ヒトの胚細胞には5百万から1千万個のリボソームが存在し、24時間ごとに倍増する。大量のリボソームを供給するためには、複数の RNA ポリメラーゼが次々と複数の rRNA 遺伝子を転写する必要がある。